# Kaïnardja (obchtina)
Kaïnardja (bulgare : Кайнарджа) est une obchtina de l'oblast de Silistra en Bulgarie.